# Тривињо (Потенца)
Тривињо (итал. Trivigno) је насеље у Италији у округу Потенца, региону Базиликата.
Према процени из 2011. у насељу је живело 625 становника. Насеље се налази на надморској висини од 715 м.

## Становништво
Према резултатима пописа становништва 2011. у општини је живело 714 становника.
| 1931. | 1936. | 1951. | 1961. | 1971. | 1981. | 1991. | 2001. | 2011. |
| ----- | ----- | ----- | ----- | ----- | ----- | ----- | ----- | ----- |
| 1.746 | 1.762 | 1.883 | 1.632 | 1.179 | 992   | 868   | 794   | 714   |